# Shinobi (série de jeux vidéo)
Pour les articles homonymes, voir Shinobi.
Shinobi est une série de jeux vidéo de Sega, dont le premier épisode est sorti sur arcade en 1987.

## Série
Shinobi est le premier jeu de la série, il est publié en 1987 sur arcade, via le System 16. Le jeu est ensuite porté sur console de salon, d'abord sur Master System au Japon en mai 1988 puis en septembre 1988 en Amérique du Nord et peu de temps après en Europe,,,. En septembre 1989 en Europe, Shinobi connaît également des conversions sur divers ordinateurs parues sur Amiga, Atari ST, Commodore 64, Amstrad CPC et ZX Spectrum. Parmi toutes ces sorties sur ordinateur, le jeu sur Commodore 64 est jugé la « meilleure version » et la « plus fidèle à la version arcade ». Shinobi est ensuite publié sur PC-Engine le 8 décembre 1989 au Japon, le jeu est amélioré d'un point de vue graphisme et animation, mais le niveau 2 du jeu est manquant et certains éléments ont disparu de l'écran,.
En novembre 1989, un nouveau jeu Shinobi est publié sur borne d'arcade via Sega System 18 sous le titre de Shadow Dancer,. Le jeu est porté sur Mega Drive sous le titre de Shadow Dancer: The Secret of Shinobi le 1er décembre 1990 au Japon et début 1991 en Europe. Comme pour le premier Shinobi, Shadow Dancer est converti sur les ordinateurs personnels : Amiga, Atari ST, Amstrad CPC, Commodore 64 et ZX Spectrum. Toutes ces versions sur ordinateurs sont publiées en mars 1991 sur le continent européen. En novembre 1991, Shadow Dancer est publié sur Master System en Europe.
La suite de Shinobi est publiée sur Mega Drive le 2 décembre 1989 sous le titre de The Super Shinobi au Japon, et sous le titre de The Revenge of Shinobi en Amérique du Nord en décembre 1989 et en Europe en octobre 1990,.

## Liste de jeux
| No. | Nom                                        | Nom original                       | Date | Système                                                                 |
| --- | ------------------------------------------ | ---------------------------------- | ---- | ----------------------------------------------------------------------- |
| 1.  | Shinobi                                    | Shinobi                            | 1987 | Arcade                                                                  |
|     |                                            |                                    | 1988 | Master System                                                           |
|     |                                            |                                    | 1989 | NES, Amstrad CPC, Commodore 64, Amiga, ZX Spectrum, Atari ST, PC-Engine |
| 2.  | The Revenge of Shinobi                     | The Super Shinobi                  | 1989 | Arcade, Mega Drive                                                      |
| 3.  | Shadow Dancer                              | Shadow Dancer                      | 1989 | Arcade                                                                  |
|     |                                            |                                    | 1990 | Mega Drive                                                              |
|     |                                            |                                    | 1991 | Master System, Amstrad CPC, Commodore 64, Amiga, Atari ST, ZX Spectrum  |
| 4.  | The Cyber Shinobi                          | The Cyber Shinobi                  | 1990 | Master System                                                           |
| 5.  | Shinobi                                    | The GG Shinobi                     | 1991 | Game Gear                                                               |
| 6.  | Shinobi II: The Silent Fury                | The GG Shinobi II: The Silent Fury | 1992 | Game Gear                                                               |
| 7.  | Shinobi III: Return of the Ninja Master    | The Super Shinobi II               | 1993 | Mega Drive                                                              |
| 8.  | Shinobi X (Shinobi Legions aux États-Unis) | Shin Shinobi Den                   | 1995 | Saturn                                                                  |
| 9.  | Shinobi                                    | Shinobi                            | 2002 | PlayStation 2                                                           |
| 10. | The Revenge of Shinobi                     | The Revenge of Shinobi             | 2002 | Game Boy Advance                                                        |
| 11. | Nightshade                                 | Kunoichi: Shinobi                  | 2004 | PlayStation 2                                                           |
| 12. | Shinobi                                    | Shinobi                            | 2011 | Nintendo 3DS                                                            |

## Spin-off
Alex Kidd in Shinobi World, sorti en 1990 sur Master System, reprend de nombreux éléments des jeux Shinobi, avec pour héros le personnage Alex Kidd.